# Bountara
Bountara est une localité située dans le département de Boussoukoula de la province du Noumbiel dans la région Sud-Ouest au Burkina Faso.

## Géographie
Bountara est situé à environ 10 km au nord de Boussoukoula.

## Santé et éducation
Le centre de soins le plus proche de Bountara est le centre de santé et de promotion sociale (CSPS) de Boussoukoula tandis que le centre médical avec antenne chirurgicale (CMA) de la province se trouve à Batié.